# 李松慶
李松慶（1952年—），人稱「愛心老闆」；1986年起，在香港何文田愛民邨「冬菇亭」經營明利油器粥品店。因在金融海嘯期間，每天免費派粥給邨內長者，被電視台報導而全港知名，其粥店也被讚譽為「愛心粥檔」。

## 個人簡歷

### 幼年經歷
李松慶小時候家住九龍城的天台鐵皮屋。1962年，颱風溫黛襲港，他的家園慘被颱風吹毀，幸得當時小學的校長及同學幫助，籌得90元助他一家度過難關。
李松慶中學一年級後便輟學，在他姨丈經營的大牌檔工作。姨丈教他蒸腸粉、炸油炸鬼及煲粥的技巧。至1970年，他跟父親借用親戚晚上賣糖水的攤檔，在早上賣粥，賣了一段時間便因「清潔香港運動」而告終。
到18歲時考到車牌後，他便沒有在大牌檔工作，及後更在考獲的士牌後，做了約兩年的士司機。

### 經營粥品店
1986年，李松慶及家人為圓父親心願，在何文田愛民邨的熟食亭接手經營一間粥品店。1992年7月13日，熟食亭發生的一場大火將他的粥品店燒毀；李當時曾想過結束粥店，惟邨內萍水相逢的校服店老闆及他的一名老員工，共拿出數十萬元借給他應急，遂決心在裝修後重開粥品店。
因自己曾多番受到別人恩惠，深明雪中送炭的溫暖，故在能力許可下，他一定會盡力幫助他人。他的座右銘是「人為善，福雖未至，禍已遠離。人為惡，禍雖未至，福已遠離。」。
2000年，李松慶在粥店推出長者一折優惠，但後來因夥記收錯數釀風波，他在該次事件後暫停了優惠!

## 免費派粥
2008年9月，「金融海嘯」爆發，李本與朋友合資購買的士，但其後朋友退出，之後便接到皇冠車行的通知中了「黃金大獎」，獲價值15萬港元的金條。李在數年前已開始半價賣粥予前來光顧的長者，既然突如其來得到一筆財富，便索性每天早上免費派粥給長者。自「免費派粥」的善舉傳開後，不少有心人士主動捐錢或物資以支持他，而前來光顧的客人也日漸增多，粥品店的生意在逆市下不跌反升。
2008年11月，李松慶表示自從傳媒廣泛報道其粥品店向長者免費派粥後，每天也吸引大批市民光顧，使工作量大增。粥品店雖已增聘人手，但仍應接不暇；李因而病倒，他的太太也因工受傷。然而，在辛苦背後，卻有街坊質疑他的善行，說他出售的白粥只有七成滿，派發的粥則是滿滿的，暗指他是靠賺顧客的錢來派粥，並非真正自掏腰包；李為此感到十分氣憤，決定要暫停營業，讓自己和太太「停一停，抖一抖」（停下來休息一下） 。在休業個多月後，粥品店於2009年1月初重新開業，並繼續免費派粥予長者；休業期間，李租下了隔鄰的舖位並完成裝修，增加座位讓更多長者可以坐下吃粥。
2014年，李松慶接拍扶貧委員會「築福香港」計劃的宣傳片，他在片中形容自己「小人物咪做小事囉」，令派粥的事蹟再次引起注意。
同年年中，明利粥店自7月13日起便沒有營業，一度惹來結業傳聞；及至8月，粥店重開，李松慶解釋是因為「接受不到粥店食品水平下降」，才決定暫停營業，以半個月時間重整。他又表示，日前曾有夥計在店內偷竊，又有員工辭職自立門戶，由於請人困難，在人手短缺下，只好由24小時營業，縮減至朝7晚7營業。

## 相關新聞
- 2008年10月，熟食亭的業主主動找李松慶商議，讓他以優惠租金每月10,500元租用隔鄰店舖[9]。

- 2009年2月，粥品店逆市加價惹來部分街坊不滿。對於逆市加價，李松慶解釋粥檔已有近四年沒有加價，但來貨成本上漲不少，如食油來價就升了一倍，故所有食品均加價1元[10]。

- 2010年10月17日，在亞洲電視舉辦的《2010年度第一屆感動香港十大人物頒獎禮》中，榮獲「感動香港十大人物」之一[11]。

- 2014年，李松慶接拍「築福香港」宣傳片後，在電視、電台曝光率急升。但亦有一些街坊、網民罵他偽善，只會在鏡頭前做好人，私底下常怒罵長者，實際一個月派不到一日免費粥；此外，粥店的食品亦不斷加價，例如炒麵在半年間由10元加至15元[8]。

- 2014年，李松慶接受電台訪問，表示三年前已將粥店易手予拍檔，現時自己在粥店的工作是「服務性行為」[12]。

- 2018年2月中旬，李松慶突然收到領展通知將在同月28日收回「冬菇亭」舖位，遂決定結業，形容結業是「商業社會下最完美的結局」[13]。